# Jamil de Omolu
Jamil Rachid ou Jamil de Omolu, industrial brasileiro, cresceu em família Ortodoxa, pois sua mãe era da Igreja Maior Ortodoxa Maronita, médium de incorporação na Umbanda desde 1948, por motivo de saúde foi iniciado no Candomblé por Tata Fomotinho em 1959.
Pai Jamil é presidente da União de Tendas de Umbanda e Candomblé do Brasil e representante mundial da Umbanda, representou a Umbanda e as religiões afro-brasileiras na Conferência de Cúpula da Paz Mundial para o Milênio, realizada em 28 de agosto de 2000, na sede da ONU, em Nova Iorque.